# Agía Marína Mikrolímanou
Agía Marína Mikrolímanou (Agia Marina Mikrolimanou) är en ort i Grekland.   Den ligger i prefekturen Nomarchía Anatolikís Attikís och regionen Attika, i den sydöstra delen av landet, 40 km sydost om huvudstaden Aten. Agía Marína Mikrolímanou ligger 1 meter över havet och antalet invånare är 476.
Terrängen runt Agía Marína Mikrolímanou är varierad. Havet är nära Agía Marína Mikrolímanou österut.  Närmaste större samhälle är Lávrio, 5,9 km söder om Agía Marína Mikrolímanou. 